# Британский танк Mk.V (Архангельск)
Трофейный британский танк Mark V — памятник истории в Архангельске. Установлен как символ победы Красной Армии над интервентами в годы Гражданской войны на севере. Имеет федеральную категорию охраны.

## Происхождение названия
Первые танки появились в Великобритании в 1916 году. Поначалу танками ведало морское адмиралтейство — как сухопутными кораблями. В те годы, будучи Первым Лордом Адмиралтейства, Уинстон Черчилль придумал название для нового типа оружия — «танк», чтобы засекретить разработку от противников. Английское слово танк переводится на русский как резервуар, бак, цистерна, лохань. Также Уинстон Черчилль был идеологом начала интервенции в Россию, событиям которой и посвящён памятник.

## Описание
Архангельский танк № 9303, выпущенный фирмой Виккерс-Армстронг, представляет собой пулемётный вариант модели «Марк-V». Машины, вооружённые одними только пулемётами, называли «самками», дабы отличать их от «самцов», вооружённых пушками.
На танке был установлен карбюраторный двигатель «Рикардо» мощностью 150 л. с. Масса танка — 28 тонн, экипаж — 8 человек, длина — 8 м, ширина — 3,32 м, высота — 2,6 м.

## История памятника

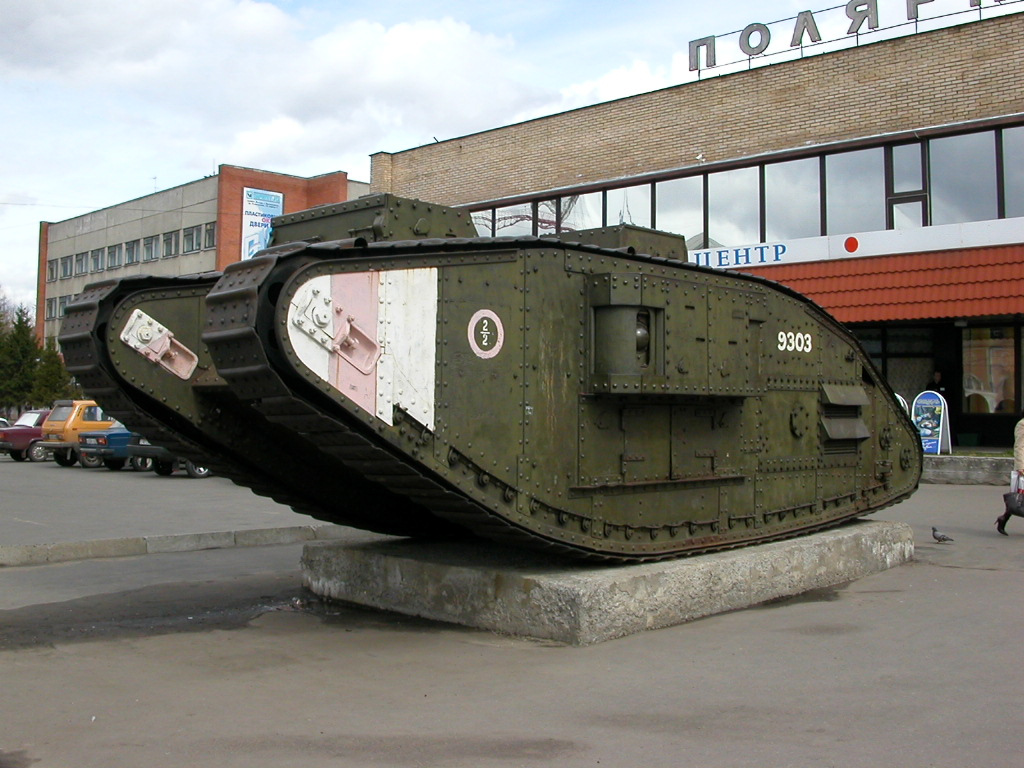
Танк возле «Полярного» в 2005 году

21 февраля 1920 года после взятия Красной Армией Архангельска в Кремль Владимиру Ленину послана телеграмма:
...Сегодня в час 154-й Красный полк вступил в посрамление мировой буржуазии, на радость мировому пролетариату в советский Архангельск. Население встретило восторженно хлебом и солью. Два танка, сорок автомобилей, большие склады военного снаряжения, продовольствия находятся в полном порядке. Миллер бежал на ледоколе «Минин»...
Упомянутые выше два танка — Mk V и Mk B.
Танк был захвачен Красной Армией на Южном фронте под Харьковом у Добровольческой Белой армии. Танк был снят с вооружения в 1930 году и хранился на армейском складе. В 1938 году народный комиссар обороны Климент Ворошилов передал 14 трофейных танков городам Смоленску, Ростову-на-Дону, Харькову, Ленинграду, Киеву, Ворошиловграду и Архангельску для использования их как исторических памятников Гражданской войны.
21 февраля 1940 года на проспекте Павлина Виноградова (ныне Троицкий проспект) рядом со зданием краеведческого музея открыт памятник — танк Mark-V «самка» № 9303. В начале 1970-х годов здание музея было снесено, а танк, оставшись на прежнем месте, оказался на бульваре возле ресторана «Полярный».
С 1986 по 1997 год памятник находился в «Детском парке».
С 1997 по 2006 год памятник был перенесен на площадку перед бывшим рестораном, а ныне торговым центром «Полярный»
С 2006 по 2010 год танк находился на капитальном ремонте на северодвинском заводе «Звездочка».
17 июня 2011 года танк был возвращен на прежнее место, где состоялось его торжественное открытие. Также вокруг танка был сооружен стеклянный футляр, для защиты памятника от дождя и снега.

## Танк Mk.V в культуре
Британский танк Mk.V используется в символике традиционного архангельского рок-фестиваля «Беломор-Буги». Снимок, на котором двое музыкантов как бы толкают этот танк, был сделан архангельским фотографом Сергеем Супаловым в 1984 году и используется на логотипе и на фестивальных афишах с 1995 года.